# هیروکی کوندو
 هیروکی کوندو (انگلیسی: Hiroki Kondo؛ زاده ۵ نوامبر ۱۹۸۲) یک تنیس‌باز اهل ژاپن است.